# Équipe de Serbie de futsal FIFA
Maillots
L'équipe de Serbie de futsal est la sélection nationale représentant la Serbie dans les compétitions internationales de futsal. 
Les Serbes atteignent les quarts de finale du Championnat d'Europe de futsal à deux reprises. En 2010, ils sont battus par le Portugal sur le score de 5-1. Ils sont défaits par la Russie par 2 buts à 1 au Championnat d'Europe de futsal 2012 se tenant en Croatie. Les Serbes sont éliminés en huitièmes de finale de la Coupe du monde de futsal de 2012 par l'Argentine. Ils obtiennent la quatrième place au Championnat d'Europe de futsal 2016 organisé en Serbie.

## Anciens joueurs
- Predrag Brzaković